# 马蒂厄·克雷库
马蒂厄·克雷库（法語：Mathieu Kérékou，1933年9月2日—2015年10月14日），贝宁前总统。

## 生平
他於塞內加爾接受軍事訓練後，於1972年10月26日，以少校身分發動武裝政變，並獲得貝南政府控制權，且隨即自立為總統。1975年，他不但將“達荷美共和国”更名為“贝宁人民共和国”，还成立了贝宁人民革命党，使該國成為社会主义国家。另一方面，他成為了該國享有绝对权威的领袖。
1989年后，他宣佈放棄社会主义制度，並恢復貝南原先的国旗、国徽。1991年，貝南舉行多黨之總統選舉。該選舉中，他以32%選票落選，結束了1972年至1991年的19年統治。不過，他仍繼續保有軍權。1996年，貝南再度舉行總統選舉，他則再度獲得當選，並连任至2006年。

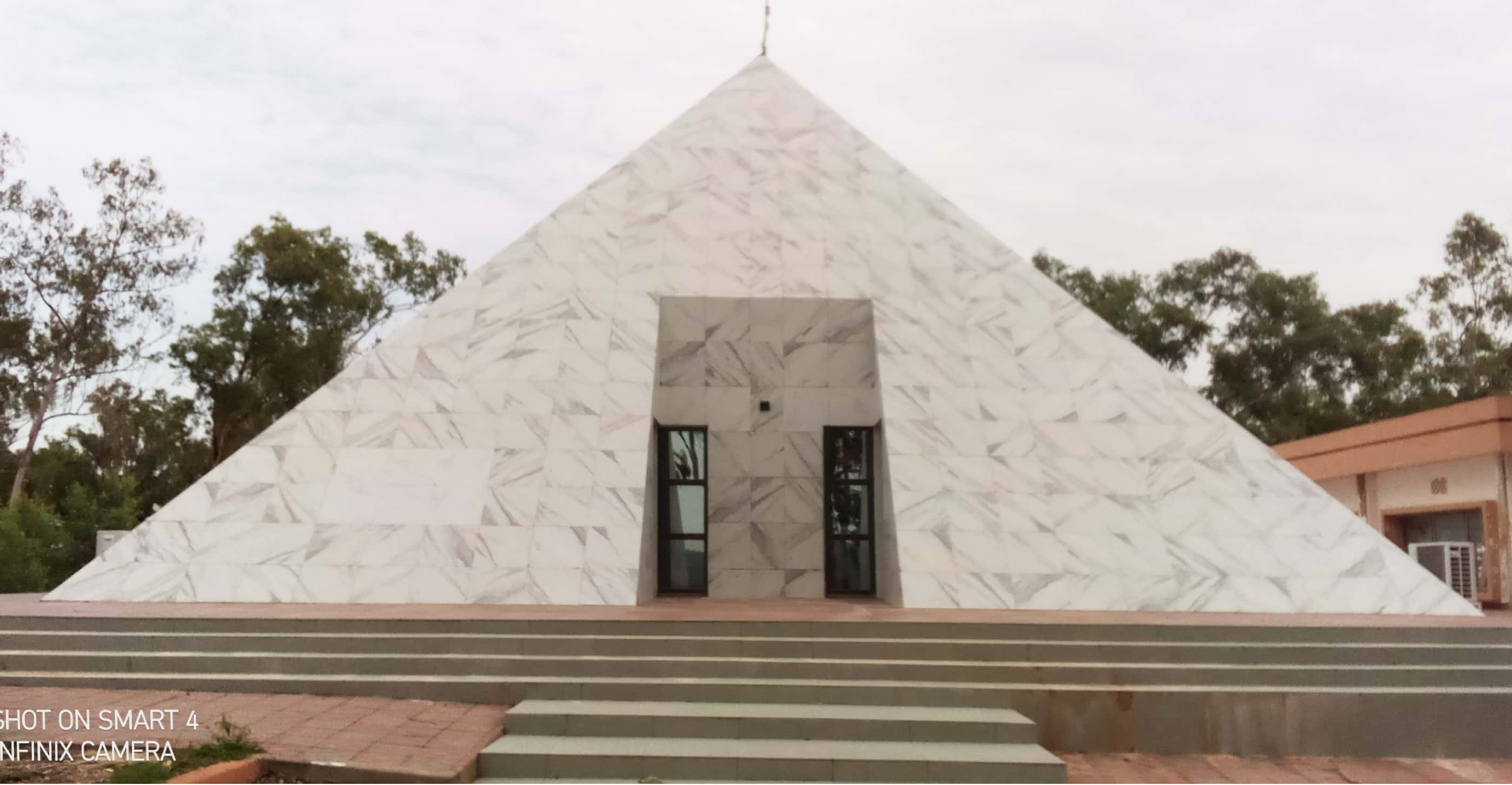
位於納蒂廷古的马蒂厄·克雷库陵寢，採金字塔造型設計。

马蒂厄·克雷库于2015年10月14日逝世，享年82岁。贝宁政府宣布全国哀悼一周。
克雷库以“变色龙”的绰号著称。他自称马克思主义者，早年信仰天主教，后改信伊斯兰教，最后成为一个福音派牧师。